# Liste der Studentenverbindungen in Magdeburg
Die Liste der Studentenverbindungen in Magdeburg verzeichnet die derzeit aktiven, suspendierten und erloschenen Studentenverbindungen in Magdeburg, welche unterschiedlichen Korporationsverbänden angehören. Sie sind an der Otto-von-Guericke-Universität Magdeburg ansässig.

## Aktive Verbindungen
Die Sortierung erfolgt nach dem Gründungsdatum.
|  |
|  |
|  |
|  |
|  |

|  |
|  |
|  |
|  |
|  |

|  |
|  |
|  |
|  |
|  |

f.f. = farbenführend, ansonsten farbentragend

## Inaktive und erloschene Verbindungen
Die Sortierung erfolgt nach dem Gründungsdatum.
|  |
|  |
|  |

|  |
|  |
|  |

f.f. = farbenführend, ansonsten farbentragend